# Kivy
Kivy는 NUI(natural user interface)를 사용하여 모바일 앱 및 기타 멀티터치 응용 소프트웨어를 개발하기 위한 자유-오픈 소스 파이썬 프레임워크이다. MIT 허가서 조건에 따라 배포되며 안드로이드, iOS, 리눅스, macOS 및 마이크로소프트 윈도우에서 실행할 수 있다.
Kivy는 안드로이드용 파이썬, Kivy iOS 및 모든 플랫폼에서 사용할 수 있는 기타 여러 라이브러리와 함께 Kivy 조직에서 개발한 기본 프레임워크이다. 2012년에 Kivy는 이를 파이썬 3.3으로 포팅한 대가로 파이썬 소프트웨어 재단으로부터 5000달러의 보조금을 받았다. Kivy는 바운티소스를 통해 자금을 지원받은 라즈베리 파이도 지원한다.
프레임워크에는 다음과 같은 애플리케이션 구축을 위한 모든 요소가 포함되어 있다.
- 마우스, 키보드, TUIO 및 OS별 멀티터치 이벤트에 대한 광범위한 입력 지원;
- OpenGL ES 2만 사용하고 버텍스 버퍼 오브젝트(Vertex Buffer Object) 및 셰이더를 기반으로 하는 그래픽 라이브러리;
- 멀티터치를 지원하는 다양한 위젯
- 사용자 정의 위젯을 쉽게 디자인하는 데 사용되는 중간 언어(Kv)[6]

Kivy는 PyMT 프로젝트의 진화이다.

## 코드 예시
```
from
 
kivy.app
 
import
 
App

from
 
kivy.uix.button
 
import
 
Button

class
 
TestApp
(
App
):

    
def
 
build
(
self
):

        
return
 
Button
(
text
=
"Hello World"
)

TestApp
()
.
run
()

```

## 같이 보기
- Pygame
- Cocos2d
- Pyglet